# Duchoslav
Duchoslav je mužské křestní jméno slovanského původu. Znamená slavící ducha nebo slavný na duchu. V Česku bylo používáno zejména v 17. století. Svátek slaví dne 9. dubna, společně se jménem Dušan, které je od něj odvozeno.
Od jména Duchoslav jsou odvozena i příjmení Duchoslav, Dušek (Dufek), Duchek, Duchoň, Ducháček apod.

## Domácké podoby
Mezi domácké podoby jména Duchoslav patří Dušek, Dušan, Dušík, Duchoš, Duchouš, Duchoušek, Duchoň, Slávek apod.

## Významné osobnosti

### Křestní jméno
- Desiderius Duchoslav Andres – zbraslavský opat v letech 1757 – 1770
- Duchoslav Foršt (1901–1983) – doktor filozofie, autor pedagogických spisů a překladů z francouzštiny
- Jindřich Duchoslav Krajíček (1867–1944) – malíř a ilustrátor
- Duchoslav Panýrek (1867–1940) – chirurg, překladatel a básník
- Jan Duchoslav Panýrek (1839–1903) – středoškolský profesor a popularizátor přírodních věd
- Duchoslav Rinda – humanistický latinsky píšící básník
- Duchoslav Tugurinus († 1607) – bakalář a latinsky píšící básník

### Příjmení
- Eduard Duchoslav (1862–1926) – český lesník
- František Ludvík Duchoslav (1834–1909) – český malíř
- Jan Antonín Duchoslav (* 1965) – český herec
- Josef Duchoslav (* 1923) – český biolog
- Libor Duchoslav (* 1961) – slovenský tělovýchovný pedagog
- Maxmilián Duchoslav (1888–1934) – český architekt a stavitel
- Petr Duchoslav (* 1981) – český historik
- Zdeněk Duchoslav (* 1929) – český klavírista